# Placidus Wolf

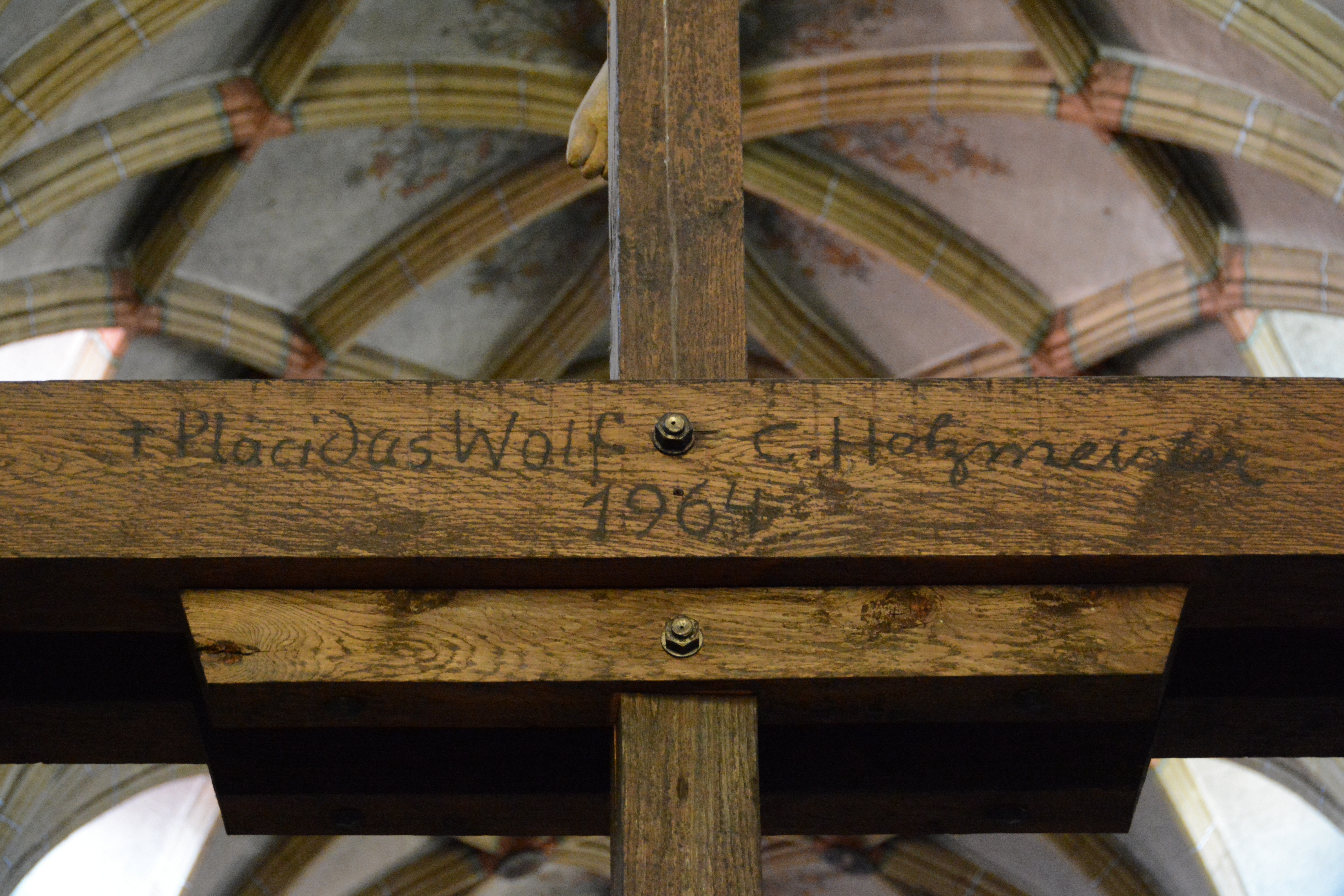
Basilika Seckau, Romanische Kreuzigungsgruppe, rückseitige Inschrift: Placidus Wolf C. Holzmeister 1964

Placidus Wolf OSB (* 12. August 1912 in St. Erhard in der Breitenau als Johann Wolf; † 23. Juli 1985 in Knittelfeld) war ein österreichischer Ordenspriester und von 1957 bis 1983 Abt der Abtei Seckau.

## Leben und Werdegang

### Studium und Ordensleben
Wolf wurde als Sohn des Schuhmachermeisters Leopold Wolf und seiner Frau Maria (geb. Stadelhofer) in der Obersteiermark geboren. Neben dem Handwerk unterhielt die Familie mit ihren drei Kindern eine kleine Landwirtschaft. Dank einer Förderung konnte Wolf im September 1923 ins Grazer fürstbischöfliche Knabenseminar aufgenommen werden, wo er mit katholischen Jugendbewegungen, insbesondere dem Bund Neuland, in Berührung kam und dadurch auf Seckau aufmerksam gemacht wurde, zumal der Bund Neuland in Seckau regelmäßig Tagungen abhielt. Nach der Matura am 19. Juni 1931 trat Wolf ins Grazer Priesterseminar ein und inskribierte sich an der Theologischen Fakultät der Universität Graz. Nach zwei Semestern entschloss sich Wolf, Benediktiner zu werden.
Am 4. Oktober 1932 wurde er Novize in der Abtei Seckau, wo er den Ordensnamen Placidus annahm. Seiner Profess am 13. Dezember 1933 folgten philosophischen Studien an der Seckauer Philosophisch-Theologischen Hauslehranstalt und das Theologiestudium (1934–1936) im Stammkloster der Beuroner Kongregation, der Erzabtei Beuron. Von 1936 bis 1939 folgte ein Studienaufenthalt an der Benediktinerhochschule Sant’Anselmo in Rom sowie das Lizenziat in Philosophie bei Joseph Gredt (1939), um später eine Lehrverpflichtung an der Seckauer Hauslehranstalt zu übernehmen. Zwischenzeitlich wurde Wolf am 1. August 1937 durch Bischof Ferdinand Pawlikowski in Seckau zum Priester geweiht.
Der Ausbruch des Zweiten Weltkriegs verhinderte die Fortsetzung weiterer Studien in Rom. Nach der Enteignung der Abtei Seckau im April 1940 und ihrer Umwandlung in eine Nationalpolitische Erziehungsanstalt fand Wolf Zuflucht im Beuroner Schwesternkloster Maria Laach. Dort wurde er 1941 zur Wehrmacht eingezogen und zum Kriegsdienst verpflichtet, den er zwei Jahre an der russischen Front bei Smolensk als Luftwaffensanitäter leistete, wodurch er sich Russischkenntnisse aneignen konnte. In den 1954 verfassten autobiographischen Notizen berichtet er über seine Stationierung in Russland. Unmittelbar nach Kriegsende wirkte Wolf als Kriegsgefangenenseelsorger im bayerischen Riedenburg; im Mai 1945 war er kurzzeitig amerikanischer Kriegsgefangener. Im Dezember 1945 konnte er nach Seckau zurückkehren und sich von 1946 bis 1952 dem Sprachstudium an der Grazer Universität widmen, um die Lehrbefähigung zu erwerben. In diesem Zeitraum wohnte Wolf im Grazer Ursulinenkloster und unterstütze die Schwestern bei der Erziehung und seelsorglichen Begleitung der Schülerinnen. Nach seinem Studienaufenthalt in England im Wintersemester 1949/1950 wurde Wolf mit der 1952 fertiggestellten Dissertation über die sittlich-religiöse Persönlichkeit des englischen Schriftsteller Samuel Butler zum Doktor der Philosophie promoviert. Während seines letzten Jahres in Graz unterrichtete Wolf als Probelehre im Akademischen Gymnasium.
Ab dem Schuljahr 1952 bekleidete Wolf das Amt des Internatspräfekten und Professors am Abteigymnasium in Seckau für Englisch und Griechisch. Als Priester betreute er von 1953 bis 1955 britische Besatzungssoldaten, die am nahen Flughafen Zeltweg stationiert waren. Sein literarisches Schaffen dieser Zeit schlägt sich in seiner Funktion als Hauptredakteur der Seckauer Hefte, der Hauszeitschrift der Abtei, nieder.

### Wirken als Abt
Die Postulation des amtierenden Seckauer Abtes Benedikt Reetz zum Erzabt von Beuron im Jahr 1957 verlangte vom Seckauer Konvent eine Abtwahl unter dem Vorsitz von Abtpräses Bernhard Durst. Am 24. August 1957 wählten die stimmberechtigten Kapitulare Wolf zum 5. Abt von Seckau. Diözesanbischof Josef Schoiswohl spendete ihm am 12. September 1957 unter Assistenz der Äbte Benedikt Reetz (Abtei Beuron) und Koloman Holzinger (Stift Admont) die Abtsbenediktion.
Die ersten Jahre von Wolfs Abbatiat waren stark durch bereits initiierte Umbau- und Restaurierungsarbeiten geprägt. Wolf führte die Bauvorhaben seines Vorgängers weiter und ließ unter anderem das ehemalige Sommerrefektorium zu Mönchszellen umbauen sowie Kreuzgang, Arkadenhof und die Mariensäule von 1714 instand setzen. In den 1960er-Jahren folgten weitere Investitionen für die Renovierung der Außenfassade (1960 bis 1963).
Wolf hegte Interesse am modernen und zeitgenössischen Kunstverständnis. Bereits 1949 unterbreitete er dem Hauptvertreter der österreichischen Moderne Herbert Boeckl ein Angebot: Boeckl solle ein Kunstwerk für die Abtei anfertigen, um das Schulgeld seines Sohn am Seckauer Gymnasium zu tilgen. Das zwischen 1952 und 1960 entstandene Bildwerk, die „Seckauer Apokalypse“, gilt als der umfangreichste Freskenzyklus innerhalb der Monumentalmalerei der Moderne. Die 1964 veranlassten Restaurierungs- und Umbauarbeiten am Hochaltar und dessen Presbyterium prägen das Erscheinungsbild der Basilika von Seckau bis auf den heutigen Tag. Auf Bitten Wolfs vollzog Abt Benedikt Reetz am 5. September 1964 die feierliche Konsekration.
Wolf verantwortete die Umsetzung, der im Zweiten Vatikanischen Konzil postulierten Reformen im Kloster Seckau und ermöglichte die volle Eingliederung der Laienbrüder in die Klostergemeinschaft durch feierliche Profess und Kapitelrechte. Mit Beginn der 1980er Jahre verminderte sich die Gesundheit des Abtes, der zu dieser Zeit bereits an Diabetes erkrankt war.

### Lebensabend und Tod
Wolf resignierte am 31. Dezember 1983 als Abt von Seckau, nachdem Abtpräses Laurentius Hoheisl während einer Äbtekonferenz diese Möglichkeit in den Raum stellte. Zu seinem Nachfolger wurde Athanasius Recheis gewählt. Ab 1984 intensivierte sich der diabetesbedingte Krankheitsverlauf. Mitte Oktober 1984 folgte ein Sanatoriumsaufenthalt in Graz-St. Leonhard, um Bewegungs- und Sprachstörungen zu therapieren, die in Folge eines Schlaganfalles aufgetreten waren. Am 19. Jänner 1985 konnte Wolf nach Seckau zurückkehren; wenige Wochen später folgten jedoch weitere Schlaganfälle, sodass eine künstliche Ernährung im Grazer Landeskrankenhaus notwendig wurde. Um die Begleitung des Sterbenden zu erleichtern, wurde Wolf auf Bitten des Seckauer Konventes in das Landeskrankenhaus Knittelfeld überführt, wo er am 23. Juli 1985 starb. Das Requiem am 26. Juli zelebrierte Bischof Johann Weber unter Assistenz der Äbte Laurentius Hoheisl und Athanasius Recheis in Anwesenheit zahlreicher Äbte, Bischöfe und anderer geistlicher Würdenträger sowie der lokalen politischen Vertretung; unter ihnen Landeshauptmann Josef Krainer. Nach dem Seelenamt trugen Mitglieder des Österreichischen Kameradschaftsbundes den Sarg zum Friedhof, wie es bei verstorbenen Mitgliedern Brauch ist.

## Auszeichnungen
- 1960: Konsistorialrat der Diözese Graz-Seckau[21]
- Großes Goldenes Ehrenzeichen des Landes Steiermark[22]
- Ehrenbürger von Seckau[23]
- Urphilister der MKV Verbindung Gothia Seckau[24]

## Schriften
- Die sittlichreligiöse Persönlichkeit Samuel Butler (1835–1902). Graz 1952.
- Wie ich zum erstenmal nach Seckau kam. In: Seckauer Hefte 20 (1957), Heft 4, S. 151–153.